# Фрушкаћ
Фрушкаћ је независно, добровољно, невладино и непрофитно удружење, основано 2015. године, са седиштем у Новом Саду. Удружење је настало као онлајн водич кроз Национални парк Фрушка гора, са циљем очувања његових културних, историјских и природних вредности.

## Основни циљеви
- Очување природног и културног наслеђа
- Екологија и заштита животне средине[2][3]
- Подизање свести грађана о Фрушкој гори
- Промовисање еко и сеоског туризма и потенцијала Фрушке горе
- Промовисање органске хране
- Промовисање чистих и обновљивих извора енергије
- Промовисање позитивног става и добрих идеја